# Lucas Digne
Lucas Digne (Meaux, 20 luglio 1993) è un calciatore francese, difensore dell'Aston Villa e della nazionale francese con la quale è stato vicecampione d'Europa nel 2016.
Nel 2012 è stato inserito nella lista dei migliori calciatori nati dopo il 1991 stilata dalla rivista Don Balón.

## Caratteristiche tecniche
Dotato di media altezza, eccelle in caratteristiche fisiche quali resistenza, velocità ed accelerazione. È un terzino sinistro completo, concede poco in fase difensiva ed è puntuale in quella offensiva, continue sovrapposizioni e un'ottima tecnica individuale gli permettono di mettere ottimi cross per i propri compagni. Ottimo anche nel saltare l'avversario diretto con il dribbling e bravo nei calci piazzati grazie ad un piede sinistro molto raffinato.

## Carriera

### Club

#### Giovanili e Lilla

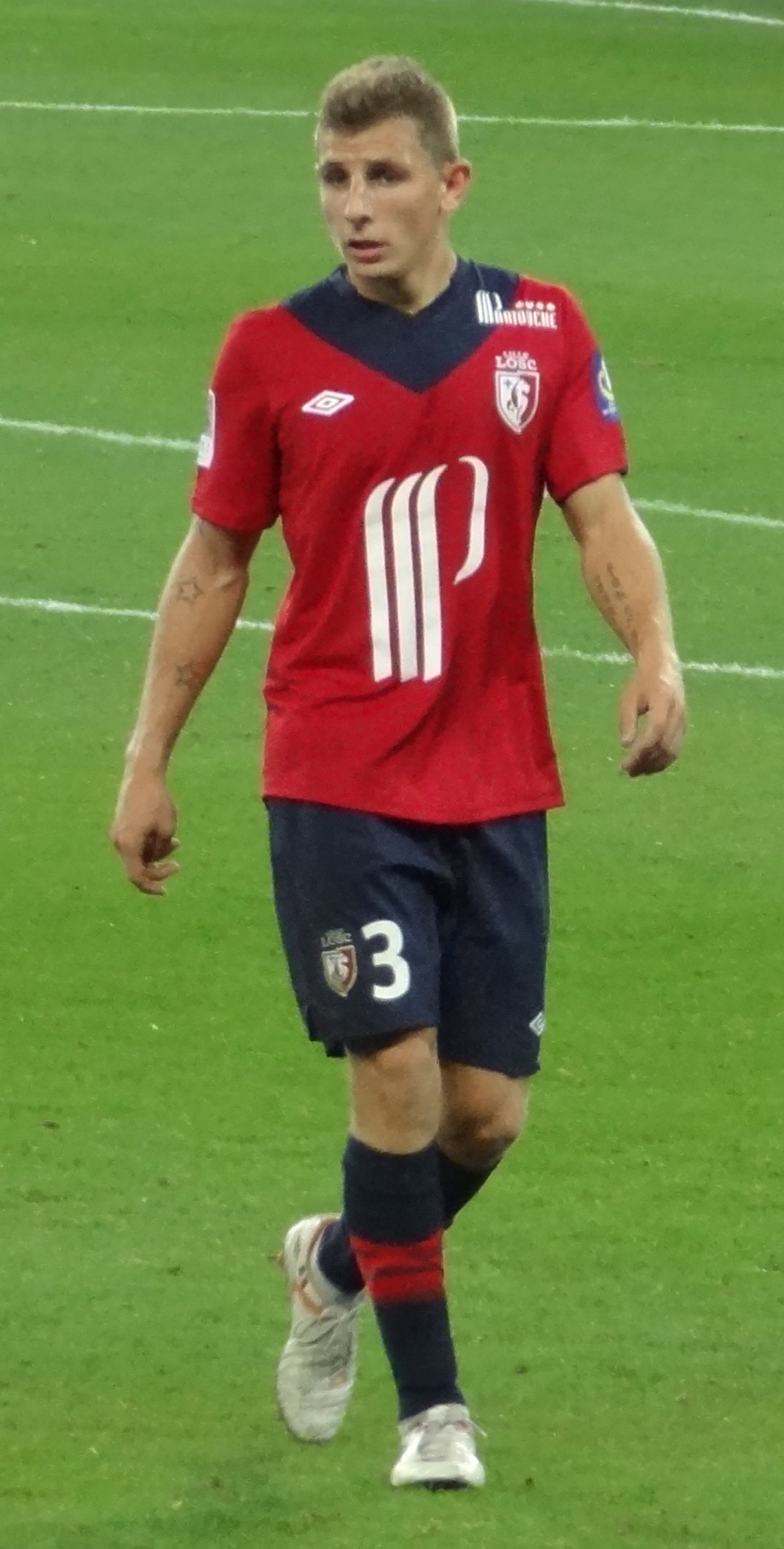
Digne con la maglia del Lilla nel 2012.

Inizia la sua carriera da calciatore nel 1999, quando firma un contratto con la squadra di Mareuil-sur-Ourcq per militare nelle varie giovanili della squadra. Dopo tre anni passa alla squadra della città di Crépy-en-Valois, dove trascorre cinque anni con la maglia gialloblu prima di arrivare nella società di calcio di Lilla, città della Francia settentrionale. Trascorsi sei anni in tutte le formazioni giovanili del club biancorosso, entra a far parte nella prima squadra durante la stagione calcistica 2011-2012.
Il 26 ottobre 2011 esordisce con il Lilla, partendo da titolare e rimanendo in campo per il tutto il resto della partita. Il 10 gennaio 2012 rinnova il contratto fino al giugno 2016. Il 26 febbraio subisce la sua prima ammonizione in carriera in occasione dell'incontro di campionato con il Rennes.
Segna il suo primo gol nel campionato 2012-2013 contro il Lorient, nella partita vinta 5-0. L'esordio in Champions League avviene contro il BATĖ Borisov (perso 3-1), subendo la sua prima ammonizione in questa competizione. Fa il suo primo gol in questa competizione contro il Copenhagen, partita vinta 2-0.

#### PSG e prestito alla Roma

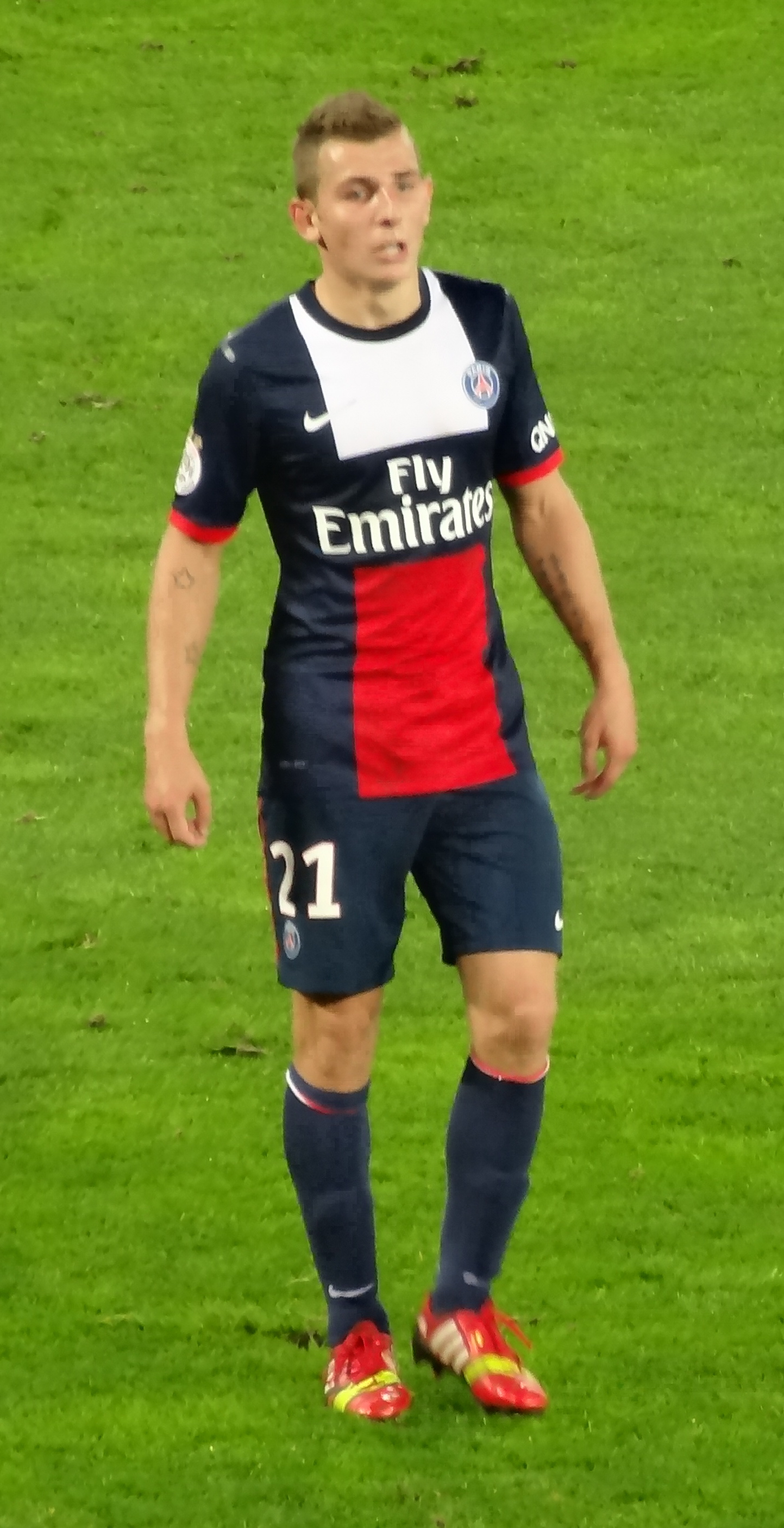
Digne con la maglia del Paris Saint-Germain nel 2013.

Nell'estate del 2013 viene acquistato dal Paris Saint-Germain per 15 milioni di euro. Il suo esordio arriva il 13 settembre 2013 sul campo del Bordeaux nella vittoria per 2-0.
Il 25 agosto 2015 arriva alla Roma con la formula del prestito oneroso a 2,5 milioni di euro con diritto di riscatto. Il 30 agosto fa il suo debutto ufficiale contro la Juventus, match vinto dai giallorossi per 2-1. Il 26 settembre in occasione della gara casalinga contro il Carpi mette a segno il suo primo goal in Serie A, realizzando la rete del definitivo 5-1 per la squadra giallorossa. Sigla la sua seconda marcatura sempre contro la squadra emiliana nel girone di ritorno, nella partita vinta per 3-1 dalla squadra capitolina. Con il suo terzo gol contro l'Atalanta, nella trasferta allo Stadio Atleti Azzurri d'Italia pareggiata 3-3, eguaglia il suo record di reti stagionali come al LOSC Lille (3 gol totali) e migliora quello relativo solamente al campionato.

#### Barcellona
Il 13 luglio 2016 viene acquistato per 16.5 milioni di euro (più altri eventuali 4 legati a vari bonus) dal Barcellona, firmando un contratto di cinque anni con una clausola di 60 milioni. Con i blaugrana colleziona 46 presenze e 2 reti complessive, di cui uno in Champions League contro l'Olympiakos ai gironi.

#### Everton
Il 1º agosto 2018 venne acquistato dall'Everton per circa 20,5 milioni di euro. Trova il suo primo gol il 10 dicembre successivo, nel pareggio per 2-2 contro il Watford.
All'inizio di ottobre Digne era diventò la prima scelta come terzino sinistro davanti a Leighton Baines. Segnò il suo primo gol per il club il 10 dicembre 2018 su punizione contro Watford, fissando il punteggio sul 2-2 finale. Sedici giorni dopo segnò una doppietta nel successo per 5-1 contro il Burnley. Al termine della stagione fu nominato miglior giocatore dell'anno del club.
Conclude la sua esperienza con i Toffees con 6 reti in 127 presenze complessive.

#### Aston Villa
Il 13 gennaio 2022 venne ceduto all'Aston Villa per 30 milioni di euro.
Il 21 settembre 2022, Digne subì un infortunio mentre giocava per la Francia. Questo lo tenne fuori sino al 29 ottobre, quando scese in campo come sostituto nella ripresa nella sfida persa per 4-0 contro il Newcastle United. Il 6 novembre 2022, Digne segnò il suo primo gol in campionato per l'Aston Villa nel successo per 3-1 contro il Manchester United.

### Nazionale
Dal 2008 al 2012 ha militato con tutte le selezioni giovanili della Nazionale francese, arrivando nel 2012 a giocare per l'Under-20 e nel 2013 per l'Under-21.
Il 5 marzo 2014 esordisce in nazionale maggiore nell'amichevole Francia-Olanda (vinta 2-0), entrando al 46'. Inoltre prende parte all'incontro vinto 4-0 contro la Norvegia, partita pre-mondiale, subentrando al 46' a Patrice Evra.
Viene convocato dalla Nazionale Maggiore per partecipare al Mondiale del 2014, svolto in Brasile, e per gli Europei 2016 in Francia, conclusi dalla compagine francese al secondo posto dopo la sconfitta in finale contro il Portogallo.
Inserito tra i pre-convocati ai Mondiali di 2 anni dopo, non viene incluso nella lista dei 23 finali.
Dopo i Mondiali torna a fare parte in pianta stabile dei convocati della Francia, venendo inoltre convocato per Euro 2020.

## Statistiche

### Presenze e reti nei club
Statistiche aggiornate al 10 maggio 2025.
| Stagione                   | Squadra                    | Campionato                 | Campionato | Campionato | Coppe nazionali | Coppe nazionali | Coppe nazionali | Coppe continentali | Coppe continentali | Coppe continentali | Altre coppe | Altre coppe | Altre coppe | Totale | Totale |
| Stagione                   | Squadra                    | Comp                       | Pres       | Reti       | Comp            | Pres            | Reti            | Comp               | Pres               | Reti               | Comp        | Pres        | Reti        | Pres   | Reti   |
| -------------------------- | -------------------------- | -------------------------- | ---------- | ---------- | --------------- | --------------- | --------------- | ------------------ | ------------------ | ------------------ | ----------- | ----------- | ----------- | ------ | ------ |
| 2011-2012                  | Lilla                      | L1                         | 16         | 0          | CF+CdL          | 1+1             | 0               | UCL                | 0                  | 0                  | -           | -           | -           | 18     | 0      |
| 2012-2013                  | Lilla                      | L1                         | 33         | 2          | CF+CdL          | 2+2             | 0               | UCL                | 7                  | 1                  | -           | -           | -           | 44     | 3      |
| Totale Lilla               | Totale Lilla               | Totale Lilla               | 49         | 2          |                 | 6               | 0               |                    | 7                  | 1                  |             | -           | -           | 62     | 3      |
| 2013-2014                  | Paris Saint-Germain        | L1                         | 15         | 0          | CF+CdL          | 1+2             | 0               | UCL                | 2                  | 0                  | SF          | 0           | 0           | 20     | 0      |
| 2014-2015                  | Paris Saint-Germain        | L1                         | 15         | 0          | CF+CdL          | 5+2             | 0               | UCL                | 1                  | 0                  | SF          | 1           | 0           | 24     | 0      |
| Totale Paris Saint-Germain | Totale Paris Saint-Germain | Totale Paris Saint-Germain | 30         | 0          |                 | 10              | 0               |                    | 3                  | 0                  |             | 1           | 0           | 44     | 0      |
| 2015-2016                  | Roma                       | A                          | 33         | 3          | CI              | 1               | 0               | UCL                | 8                  | 0                  | -           | -           | -           | 42     | 3      |
| 2016-2017                  | Barcellona                 | PD                         | 17         | 0          | CR              | 3               | 1               | UCL                | 4                  | 0                  | SS          | 2           | 0           | 26     | 1      |
| 2017-2018                  | Barcellona                 | PD                         | 12         | 0          | CR              | 4               | 0               | UCL                | 3                  | 1                  | SS          | 1           | 0           | 20     | 1      |
| Totale Barcellona          | Totale Barcellona          | Totale Barcellona          | 29         | 0          |                 | 7               | 1               |                    | 7                  | 1                  |             | 3           | 0           | 46     | 2      |
| 2018-2019                  | Everton                    | PL                         | 35         | 4          | FACup+CdL       | 1+1             | 0               | -                  | -                  | -                  | -           | -           | -           | 37     | 4      |
| 2019-2020                  | Everton                    | PL                         | 35         | 0          | FACup+CdL       | 1+3             | 0+1             | -                  | -                  | -                  | -           | -           | -           | 39     | 1      |
| 2020-2021                  | Everton                    | PL                         | 30         | 0          | FACup+CdL       | 3+3             | 0               | -                  | -                  | -                  | -           | -           | -           | 36     | 0      |
| 2021-gen.2022              | Everton                    | PL                         | 13         | 0          | FACup+CdL       | 0+2             | 0+1             | -                  | -                  | -                  | -           | -           | -           | 15     | 1      |
| Totale Everton             | Totale Everton             | Totale Everton             | 113        | 4          |                 | 14              | 2               |                    | -                  | -                  |             | -           | -           | 127    | 6      |
| gen.-giu 2022              | Aston Villa                | PL                         | 16         | 0          | FACup+CdL       | 0               | 0               | -                  | -                  | -                  | -           | -           | -           | 16     | 0      |
| 2022-2023                  | Aston Villa                | PL                         | 28         | 1          | FACup+CdL       | 1+2             | 0+1             | -                  | -                  | -                  | -           | -           | -           | 31     | 2      |
| 2023-2024                  | Aston Villa                | PL                         | 33         | 1          | FACup+CdL       | 0+1             | 0+0             | UECL               | 12                 | 1                  | -           | -           | -           | 46     | 2      |
| 2024-2025                  | Aston Villa                | PL                         | 32         | 0          | FACup+CdL       | 4+0             | 0+0             | UCL                | 9                  | 0                  | -           | -           | -           | 45     | 0      |
| Totale Aston Villa         | Totale Aston Villa         | Totale Aston Villa         | 109        | 2          |                 | 8               | 1               |                    | 21                 | 1                  |             | -           | -           | 138    | 4      |
| Totale carriera            | Totale carriera            | Totale carriera            | 363        | 11         |                 | 46              | 4               |                    | 46                 | 3                  |             | 4           | 0           | 459    | 18     |

### Cronologia presenze e reti in nazionale
| Cronologia completa delle presenze e delle reti in nazionale ― Francia | Cronologia completa delle presenze e delle reti in nazionale ― Francia | Cronologia completa delle presenze e delle reti in nazionale ― Francia | Cronologia completa delle presenze e delle reti in nazionale ― Francia | Cronologia completa delle presenze e delle reti in nazionale ― Francia | Cronologia completa delle presenze e delle reti in nazionale ― Francia | Cronologia completa delle presenze e delle reti in nazionale ― Francia | Cronologia completa delle presenze e delle reti in nazionale ― Francia |
| Data                                                                   | Città                                                                  | In casa                                                                | Risultato                                                              | Ospiti                                                                 | Competizione                                                           | Reti                                                                   | Note                                                                   |
| ---------------------------------------------------------------------- | ---------------------------------------------------------------------- | ---------------------------------------------------------------------- | ---------------------------------------------------------------------- | ---------------------------------------------------------------------- | ---------------------------------------------------------------------- | ---------------------------------------------------------------------- | ---------------------------------------------------------------------- |
| 5-3-2014                                                               | Saint-Denis                                                            | Francia                                                                | 2 – 0                                                                  | Paesi Bassi                                                            | Amichevole                                                             | -                                                                      | 46’                                                                    |
| 27-5-2014                                                              | Saint-Denis                                                            | Francia                                                                | 4 – 0                                                                  | Norvegia                                                               | Amichevole                                                             | -                                                                      | 46’                                                                    |
| 25-6-2014                                                              | Rio de Janeiro                                                         | Ecuador                                                                | 0 – 0                                                                  | Francia                                                                | Mondiali 2014 - 1º turno                                               | -                                                                      |                                                                        |
| 4-9-2014                                                               | Saint-Denis                                                            | Francia                                                                | 1 – 0                                                                  | Spagna                                                                 | Amichevole                                                             | -                                                                      | 68’                                                                    |
| 7-9-2014                                                               | Belgrado                                                               | Serbia                                                                 | 1 – 1                                                                  | Francia                                                                | Amichevole                                                             | -                                                                      |                                                                        |
| 14-10-2014                                                             | Erevan                                                                 | Armenia                                                                | 0 – 3                                                                  | Francia                                                                | Amichevole                                                             | -                                                                      |                                                                        |
| 14-11-2014                                                             | Rennes                                                                 | Francia                                                                | 1 – 1                                                                  | Albania                                                                | Amichevole                                                             | -                                                                      | 70’                                                                    |
| 18-11-2014                                                             | Marsiglia                                                              | Francia                                                                | 1 – 0                                                                  | Svezia                                                                 | Amichevole                                                             | -                                                                      | 78’                                                                    |
| 11-10-2015                                                             | Copenaghen                                                             | Danimarca                                                              | 1 – 2                                                                  | Francia                                                                | Amichevole                                                             | -                                                                      |                                                                        |
| 17-11-2015                                                             | Londra                                                                 | Inghilterra                                                            | 2 – 0                                                                  | Francia                                                                | Amichevole                                                             | -                                                                      |                                                                        |
| 25-3-2016                                                              | Amsterdam                                                              | Paesi Bassi                                                            | 2 – 3                                                                  | Francia                                                                | Amichevole                                                             | -                                                                      | 46’                                                                    |
| 29-3-2016                                                              | Saint-Denis                                                            | Francia                                                                | 4 – 2                                                                  | Russia                                                                 | Amichevole                                                             | -                                                                      | 54’                                                                    |
| 4-6-2016                                                               | Longeville-lès-Metz                                                    | Francia                                                                | 3 – 0                                                                  | Scozia                                                                 | Amichevole                                                             | -                                                                      | 83’                                                                    |
| 1-9-2016                                                               | Bari                                                                   | Italia                                                                 | 1 – 3                                                                  | Francia                                                                | Amichevole                                                             | -                                                                      | 90’                                                                    |
| 15-11-2016                                                             | Lens                                                                   | Francia                                                                | 0 – 0                                                                  | Costa d'Avorio                                                         | Amichevole                                                             | -                                                                      |                                                                        |
| 2-6-2017                                                               | Rennes                                                                 | Francia                                                                | 5 – 0                                                                  | Paraguay                                                               | Amichevole                                                             | -                                                                      | 67’                                                                    |
| 13-6-2017                                                              | Saint-Denis                                                            | Francia                                                                | 3 – 2                                                                  | Inghilterra                                                            | Amichevole                                                             | -                                                                      | 21’                                                                    |
| 7-10-2017                                                              | Sofia                                                                  | Bulgaria                                                               | 0 – 1                                                                  | Francia                                                                | Qual. Mondiali 2018                                                    | -                                                                      |                                                                        |
| 10-10-2017                                                             | Saint-Denis                                                            | Francia                                                                | 2 – 1                                                                  | Bielorussia                                                            | Qual. Mondiali 2018                                                    | -                                                                      |                                                                        |
| 14-11-2017                                                             | Colonia                                                                | Germania                                                               | 2 – 2                                                                  | Francia                                                                | Amichevole                                                             | -                                                                      | 82’                                                                    |
| 23-3-2018                                                              | Saint Denis                                                            | Francia                                                                | 2 – 3                                                                  | Colombia                                                               | Amichevole                                                             | -                                                                      | 34’ 76’                                                                |
| 11-10-2018                                                             | Guingamp                                                               | Francia                                                                | 2 – 2                                                                  | Islanda                                                                | Amichevole                                                             | -                                                                      |                                                                        |
| 16-11-2018                                                             | Rotterdam                                                              | Paesi Bassi                                                            | 2 – 0                                                                  | Francia                                                                | UEFA Nations League 2018-2019 - 1º turno                               | -                                                                      | 89’                                                                    |
| 4-6-2019                                                               | Nantes                                                                 | Francia                                                                | 2 – 0                                                                  | Bolivia                                                                | Amichevole                                                             | -                                                                      | 79’                                                                    |
| 8-6-2019                                                               | Konya                                                                  | Turchia                                                                | 2 – 0                                                                  | Francia                                                                | Qual. Euro 2020                                                        | -                                                                      | 46’                                                                    |
| 7-9-2019                                                               | Saint-Denis                                                            | Francia                                                                | 4 – 1                                                                  | Albania                                                                | Qual. Euro 2020                                                        | -                                                                      | 80’                                                                    |
| 10-9-2019                                                              | Saint-Denis                                                            | Francia                                                                | 3 – 0                                                                  | Andorra                                                                | Qual. Euro 2020                                                        | -                                                                      |                                                                        |
| 11-10-2019                                                             | Reykjavík                                                              | Islanda                                                                | 0 – 1                                                                  | Francia                                                                | Qual. Euro 2020                                                        | -                                                                      |                                                                        |
| 14-11-2019                                                             | Saint-Denis                                                            | Francia                                                                | 2 – 1                                                                  | Moldavia                                                               | Qual. Euro 2020                                                        | -                                                                      | 73’                                                                    |
| 17-11-2019                                                             | Tirana                                                                 | Albania                                                                | 0 – 2                                                                  | Francia                                                                | Qual. Euro 2020                                                        | -                                                                      | 75’                                                                    |
| 5-9-2020                                                               | Solna                                                                  | Svezia                                                                 | 0 – 1                                                                  | Francia                                                                | UEFA Nations League 2020-2021 - 1º turno                               | -                                                                      |                                                                        |
| 7-10-2020                                                              | Saint-Denis                                                            | Francia                                                                | 7 – 1                                                                  | Ucraina                                                                | Amichevole                                                             | -                                                                      |                                                                        |
| 14-10-2020                                                             | Zagabria                                                               | Croazia                                                                | 1 – 2                                                                  | Francia                                                                | UEFA Nations League 2020-2021 - 1º turno                               | -                                                                      | 5’ 83’                                                                 |
| 11-11-2020                                                             | Saint-Denis                                                            | Francia                                                                | 0 – 2                                                                  | Finlandia                                                              | Amichevole                                                             | -                                                                      |                                                                        |
| 17-11-2020                                                             | Saint-Denis                                                            | Francia                                                                | 4 – 2                                                                  | Svezia                                                                 | UEFA Nations League 2020-2021 - 1º turno                               | -                                                                      | 46’                                                                    |
| 28-3-2021                                                              | Astana                                                                 | Kazakistan                                                             | 0 – 2                                                                  | Francia                                                                | Qual. Mondiali 2022                                                    | -                                                                      |                                                                        |
| 2-6-2021                                                               | Nizza                                                                  | Francia                                                                | 3 – 0                                                                  | Galles                                                                 | Amichevole                                                             | -                                                                      | 46’                                                                    |
| 8-6-2021                                                               | Saint-Denis                                                            | Francia                                                                | 3 – 0                                                                  | Bulgaria                                                               | Amichevole                                                             | -                                                                      | 46’                                                                    |
| 19-6-2021                                                              | Budapest                                                               | Ungheria                                                               | 1 – 1                                                                  | Francia                                                                | Euro 2020 - 1º turno                                                   | -                                                                      |                                                                        |
| 23-6-2021                                                              | Budapest                                                               | Portogallo                                                             | 2 – 2                                                                  | Francia                                                                | Euro 2020 - 1º turno                                                   | -                                                                      | 46’                                                                    |
| 1-9-2021                                                               | Saint-Denis                                                            | Francia                                                                | 1 – 1                                                                  | Bosnia ed Erzegovina                                                   | Qual. Mondiali 2022                                                    | -                                                                      |                                                                        |
| 4-9-2021                                                               | Kiev                                                                   | Ucraina                                                                | 1 – 1                                                                  | Francia                                                                | Qual. Mondiali 2022                                                    | -                                                                      |                                                                        |
| 16-11-2021                                                             | Helsinki                                                               | Finlandia                                                              | 0 – 2                                                                  | Francia                                                                | Qual. Mondiali 2022                                                    | -                                                                      |                                                                        |
| 29-3-2022                                                              | Villeneuve d'Ascq                                                      | Francia                                                                | 5 – 0                                                                  | Sudafrica                                                              | Amichevole                                                             | -                                                                      |                                                                        |
| 6-6-2022                                                               | Spalato                                                                | Croazia                                                                | 1 – 1                                                                  | Francia                                                                | UEFA Nations League 2022-2023 - 1º turno                               | -                                                                      |                                                                        |
| 13-6-2022                                                              | Saint-Denis                                                            | Francia                                                                | 0 – 1                                                                  | Croazia                                                                | UEFA Nations League 2022-2023 - 1º turno                               | -                                                                      |                                                                        |
| 9-9-2024                                                               | Lione                                                                  | Francia                                                                | 2 – 0                                                                  | Belgio                                                                 | UEFA Nations League 2024-2025 - 1º turno                               | -                                                                      | 7’                                                                     |
| 10-10-2024                                                             | Budapest                                                               | Israele                                                                | 1 – 4                                                                  | Francia                                                                | UEFA Nations League 2024-2025 - 1º turno                               | -                                                                      | 90’                                                                    |
| 14-10-2024                                                             | Bruxelles                                                              | Belgio                                                                 | 1 – 2                                                                  | Francia                                                                | UEFA Nations League 2024-2025 - 1º turno                               | -                                                                      | 7’                                                                     |
| 17-11-2024                                                             | Milano                                                                 | Italia                                                                 | 1 – 3                                                                  | Francia                                                                | UEFA Nations League 2024-2025 - 1º turno                               | -                                                                      |                                                                        |
| 20-3-2025                                                              | Spalato                                                                | Croazia                                                                | 2 – 0                                                                  | Francia                                                                | UEFA Nations League 2024-2025 - Quarti di finale                       | -                                                                      |                                                                        |
| 8-6-2025                                                               | Stoccarda                                                              | Germania                                                               | 0 – 2                                                                  | Francia                                                                | UEFA Nations League 2024-2025 - Finale 3º posto                        | -                                                                      | 12’                                                                    |
| Totale                                                                 |                                                                        | Presenze                                                               | 52                                                                     |                                                                        | Reti                                                                   | 0                                                                      |                                                                        |

| Cronologia completa delle presenze e delle reti in nazionale ― Francia under 21 | Cronologia completa delle presenze e delle reti in nazionale ― Francia under 21 | Cronologia completa delle presenze e delle reti in nazionale ― Francia under 21 | Cronologia completa delle presenze e delle reti in nazionale ― Francia under 21 | Cronologia completa delle presenze e delle reti in nazionale ― Francia under 21 | Cronologia completa delle presenze e delle reti in nazionale ― Francia under 21 | Cronologia completa delle presenze e delle reti in nazionale ― Francia under 21 | Cronologia completa delle presenze e delle reti in nazionale ― Francia under 21 |
| Data                                                                            | Città                                                                           | In casa                                                                         | Risultato                                                                       | Ospiti                                                                          | Competizione                                                                    | Reti                                                                            | Note                                                                            |
| ------------------------------------------------------------------------------- | ------------------------------------------------------------------------------- | ------------------------------------------------------------------------------- | ------------------------------------------------------------------------------- | ------------------------------------------------------------------------------- | ------------------------------------------------------------------------------- | ------------------------------------------------------------------------------- | ------------------------------------------------------------------------------- |
| 13-8-2013                                                                       | Friburgo in Brisgovia                                                           | Germania under 21                                                               | 0 – 0                                                                           | Francia under 21                                                                | Amichevole                                                                      | -                                                                               |                                                                                 |
| 5-9-2013                                                                        | Caen                                                                            | Francia under 21                                                                | 5 – 0                                                                           | Kazakistan under 21                                                             | Qual. Europeo Under-21 2015                                                     | -                                                                               |                                                                                 |
| 9-9-2013                                                                        | Borisov                                                                         | Bielorussia under 21                                                            | 1 – 2                                                                           | Francia under 21                                                                | Qual. Europeo Under-21 2015                                                     | -                                                                               |                                                                                 |
| 10-10-2013                                                                      | Erevan                                                                          | Armenia under 21                                                                | 1 – 4                                                                           | Francia under 21                                                                | Qual. Europeo Under-21 2015                                                     | -                                                                               |                                                                                 |
| 14-10-2013                                                                      | Reykjavík                                                                       | Islanda under 21                                                                | 3 – 4                                                                           | Francia under 21                                                                | Qual. Europeo Under-21 2015                                                     | -                                                                               |                                                                                 |
| 14-11-2013                                                                      | Tolosa                                                                          | Francia under 21                                                                | 6 – 0                                                                           | Armenia under 21                                                                | Qual. Europeo Under-21 2015                                                     | -                                                                               |                                                                                 |
| 18-11-2013                                                                      | Parigi                                                                          | Francia under 21                                                                | 1 – 1                                                                           | Paesi Bassi under 21                                                            | Amichevole                                                                      | -                                                                               | 77’                                                                             |
| Totale                                                                          |                                                                                 | Presenze                                                                        | 7                                                                               |                                                                                 | Reti                                                                            | 0                                                                               |                                                                                 |

| Cronologia completa delle presenze e delle reti in nazionale ― Francia under 20 | Cronologia completa delle presenze e delle reti in nazionale ― Francia under 20 | Cronologia completa delle presenze e delle reti in nazionale ― Francia under 20 | Cronologia completa delle presenze e delle reti in nazionale ― Francia under 20 | Cronologia completa delle presenze e delle reti in nazionale ― Francia under 20 | Cronologia completa delle presenze e delle reti in nazionale ― Francia under 20 | Cronologia completa delle presenze e delle reti in nazionale ― Francia under 20 | Cronologia completa delle presenze e delle reti in nazionale ― Francia under 20 |
| Data                                                                            | Città                                                                           | In casa                                                                         | Risultato                                                                       | Ospiti                                                                          | Competizione                                                                    | Reti                                                                            | Note                                                                            |
| ------------------------------------------------------------------------------- | ------------------------------------------------------------------------------- | ------------------------------------------------------------------------------- | ------------------------------------------------------------------------------- | ------------------------------------------------------------------------------- | ------------------------------------------------------------------------------- | ------------------------------------------------------------------------------- | ------------------------------------------------------------------------------- |
| 5-2-2013                                                                        | Créteil                                                                         | Francia under 20                                                                | 2 – 0                                                                           | Portogallo under 20                                                             | Amichevole                                                                      | 1                                                                               | 63’                                                                             |
| 21-3-2013                                                                       | Tours                                                                           | Francia under 20                                                                | 3 – 1                                                                           | Danimarca under 20                                                              | Amichevole                                                                      | 1                                                                               |                                                                                 |
| 25-3-2013                                                                       | Saint-Denis                                                                     | Francia under 20                                                                | 3 – 0                                                                           | Romania under 20                                                                | Amichevole                                                                      | -                                                                               | 87’                                                                             |
| 11-6-2013                                                                       | Romorantin-Lanthenay                                                            | Francia under 20                                                                | 3 – 1                                                                           | Grecia under 20                                                                 | Amichevole                                                                      | -                                                                               |                                                                                 |
| 14-6-2013                                                                       | Amiens                                                                          | Francia under 20                                                                | 2 – 2                                                                           | Colombia under 20                                                               | Amichevole                                                                      | -                                                                               |                                                                                 |
| 21-6-2013                                                                       | Istanbul                                                                        | Francia under 20                                                                | 3 – 1                                                                           | Ghana under 20                                                                  | Mondiali Under-20 2013 - 1º turno                                               | -                                                                               |                                                                                 |
| 24-6-2013                                                                       | Istanbul                                                                        | Francia under 20                                                                | 1 – 1                                                                           | Stati Uniti under 20                                                            | Mondiali Under-20 2013 - 1º turno                                               | -                                                                               |                                                                                 |
| 27-6-2013                                                                       | Istanbul                                                                        | Spagna under 20                                                                 | 2 – 1                                                                           | Francia under 20                                                                | Mondiali Under-20 2013 - 1º turno                                               | -                                                                               |                                                                                 |
| 2-7-2013                                                                        | Gaziantep                                                                       | Francia under 20                                                                | 4 – 1                                                                           | Turchia under 20                                                                | Mondiali Under-20 2013 - Ottavi di finale                                       | -                                                                               |                                                                                 |
| 6-7-2013                                                                        | Rize                                                                            | Francia under 20                                                                | 4 – 0                                                                           | Uzbekistan under 20                                                             | Mondiali Under-20 2013 - Quarti di finale                                       | -                                                                               |                                                                                 |
| 10-7-2013                                                                       | Bursa                                                                           | Francia under 20                                                                | 2 – 1                                                                           | Ghana under 20                                                                  | Mondiali Under-20 2013 - Semifinale                                             | -                                                                               |                                                                                 |
| 13-7-2013                                                                       | Istanbul                                                                        | Francia under 20                                                                | 4 – 1                                                                           | Uruguay under 20                                                                | Mondiali Under-20 2013 - Finale                                                 | -                                                                               |                                                                                 |
| Totale                                                                          |                                                                                 | Presenze                                                                        | 12                                                                              |                                                                                 | Reti                                                                            | 2                                                                               |                                                                                 |

| Cronologia completa delle presenze e delle reti in nazionale ― Francia under 19 | Cronologia completa delle presenze e delle reti in nazionale ― Francia under 19 | Cronologia completa delle presenze e delle reti in nazionale ― Francia under 19 | Cronologia completa delle presenze e delle reti in nazionale ― Francia under 19 | Cronologia completa delle presenze e delle reti in nazionale ― Francia under 19 | Cronologia completa delle presenze e delle reti in nazionale ― Francia under 19 | Cronologia completa delle presenze e delle reti in nazionale ― Francia under 19 | Cronologia completa delle presenze e delle reti in nazionale ― Francia under 19 |
| Data                                                                            | Città                                                                           | In casa                                                                         | Risultato                                                                       | Ospiti                                                                          | Competizione                                                                    | Reti                                                                            | Note                                                                            |
| ------------------------------------------------------------------------------- | ------------------------------------------------------------------------------- | ------------------------------------------------------------------------------- | ------------------------------------------------------------------------------- | ------------------------------------------------------------------------------- | ------------------------------------------------------------------------------- | ------------------------------------------------------------------------------- | ------------------------------------------------------------------------------- |
| 6-9-2011                                                                        | Roma                                                                            | Italia under 19                                                                 | 1 – 3                                                                           | Francia under 19                                                                | Amichevole                                                                      | -                                                                               |                                                                                 |
| 8-9-2011                                                                        | Roma                                                                            | Italia under 19                                                                 | 0 – 1                                                                           | Francia under 19                                                                | Amichevole                                                                      | -                                                                               |                                                                                 |
| 5-10-2011                                                                       | Stade de France                                                                 | Francia under 19                                                                | 2 – 2                                                                           | Inghilterra under 19                                                            | Amichevole                                                                      | -                                                                               |                                                                                 |
| 7-10-2011                                                                       | Stade de France                                                                 | Francia under 19                                                                | 2 – 1                                                                           | Ucraina under 19                                                                | Amichevole                                                                      | -                                                                               | 87’                                                                             |
| 9-10-2011                                                                       | Stade de France                                                                 | Francia under 19                                                                | 1 – 2                                                                           | Portogallo under 19                                                             | Amichevole                                                                      | -                                                                               | 46’                                                                             |
| 29-2-2012                                                                       | Meaux                                                                           | Francia under 19                                                                | 1 – 2                                                                           | Spagna under 19                                                                 | Amichevole                                                                      | -                                                                               |                                                                                 |
| 25-5-2012                                                                       | Stade de France                                                                 | Francia under 19                                                                | 2 – 1                                                                           | Rep. Ceca under 19                                                              | Amichevole                                                                      | -                                                                               |                                                                                 |
| 27-5-2012                                                                       | Stade de France                                                                 | Francia under 19                                                                | 3 – 1                                                                           | Norvegia under 19                                                               | Amichevole                                                                      | -                                                                               |                                                                                 |
| 30-5-2012                                                                       | Eden Aréna                                                                      | Paesi Bassi under 19                                                            | 0 – 6                                                                           | Francia under 19                                                                | Amichevole                                                                      | 1                                                                               |                                                                                 |
| 3-7-2012                                                                        | Rakvere                                                                         | Serbia under 19                                                                 | 0 – 3                                                                           | Francia under 19                                                                | Europeo Under-19 2012 - 1º turno                                                | -                                                                               | 75’                                                                             |
| 6-7-2012                                                                        | Haapsalu                                                                        | Francia under 19                                                                | 1 – 0                                                                           | Croazia under 19                                                                | Europeo Under-19 2012 - 1º turno                                                | -                                                                               |                                                                                 |
| 12-7-2012                                                                       | Tallinn                                                                         | Spagna under 19                                                                 | 3 – 3 dts (4 – 2 dtr)                                                           | Francia under 19                                                                | Europeo Under-19 2012 - Semifinale                                              | -                                                                               |                                                                                 |
| Totale                                                                          |                                                                                 | Presenze                                                                        | 12                                                                              |                                                                                 | Reti                                                                            | 1                                                                               |                                                                                 |

## Palmarès

### Club
- Supercoppa francese: 3

Paris Saint-Germain: 2013, 2014, 2015
- Campionato francese: 2

Paris Saint-Germain: 2013-2014, 2014-2015
- Coppa di Lega francese: 2

Paris Saint-Germain: 2013-2014, 2014-2015
- Coppa di Francia: 1

Paris Saint-Germain: 2014-2015
- Supercoppa di Spagna: 1

Barcellona: 2016
- Coppa di Spagna: 2

Barcellona: 2016-2017, 2017-2018
- Campionato spagnolo: 1

Barcellona: 2017-2018

### Nazionale
- Campionato mondiale Under-20: 1

Turchia 2013
- UEFA Nations League: 1

2020-2021